# Tratado de Qadesh
El tratado egipcio-hitita, también llamado tratado de Qadesh o tratado de Kadesh, fue un tratado de paz suscrito entre el faraón egipcio Ramsés II y el rey hitita Hattusili III, el cual —de acuerdo con la mayoría de los egiptólogos— fue celebrado c. 1259 a. C. El tratado marcó el fin de las negociaciones que siguieron a algunos importantes conflictos armados que culminaron con la famosa batalla de Qadesh, librada entre quince y dieciséis años antes entre las dos potencias de la época. El acuerdo tenía como objetivo el establecimiento de relaciones pacíficas entre ambas partes.
Es el acuerdo diplomático y el tratado de paz más antiguo que se conozca en el Medio Oriente y, a menudo es considerado el más antiguo del mundo, aunque esto no esté totalmente comprobado. Sin embargo, es el tratado más antiguo sobreviviente en el mundo hasta la actualidad. El nombre común del tratado de Qadesh está relacionado con la batalla del mismo nombre, pero los historiadores modernos creen que esta batalla no fue el catalizador para el intento de paz, puesto que egipcios e hititas continuaron siendo enemigos muchos años luego de dicho conflicto.
Hoy en día, este tratado, símbolo del primer "movimiento para la paz perpetua", adorna las paredes de la Sede en Nueva York de la Organización de las Naciones Unidas.

## Contenido del tratado

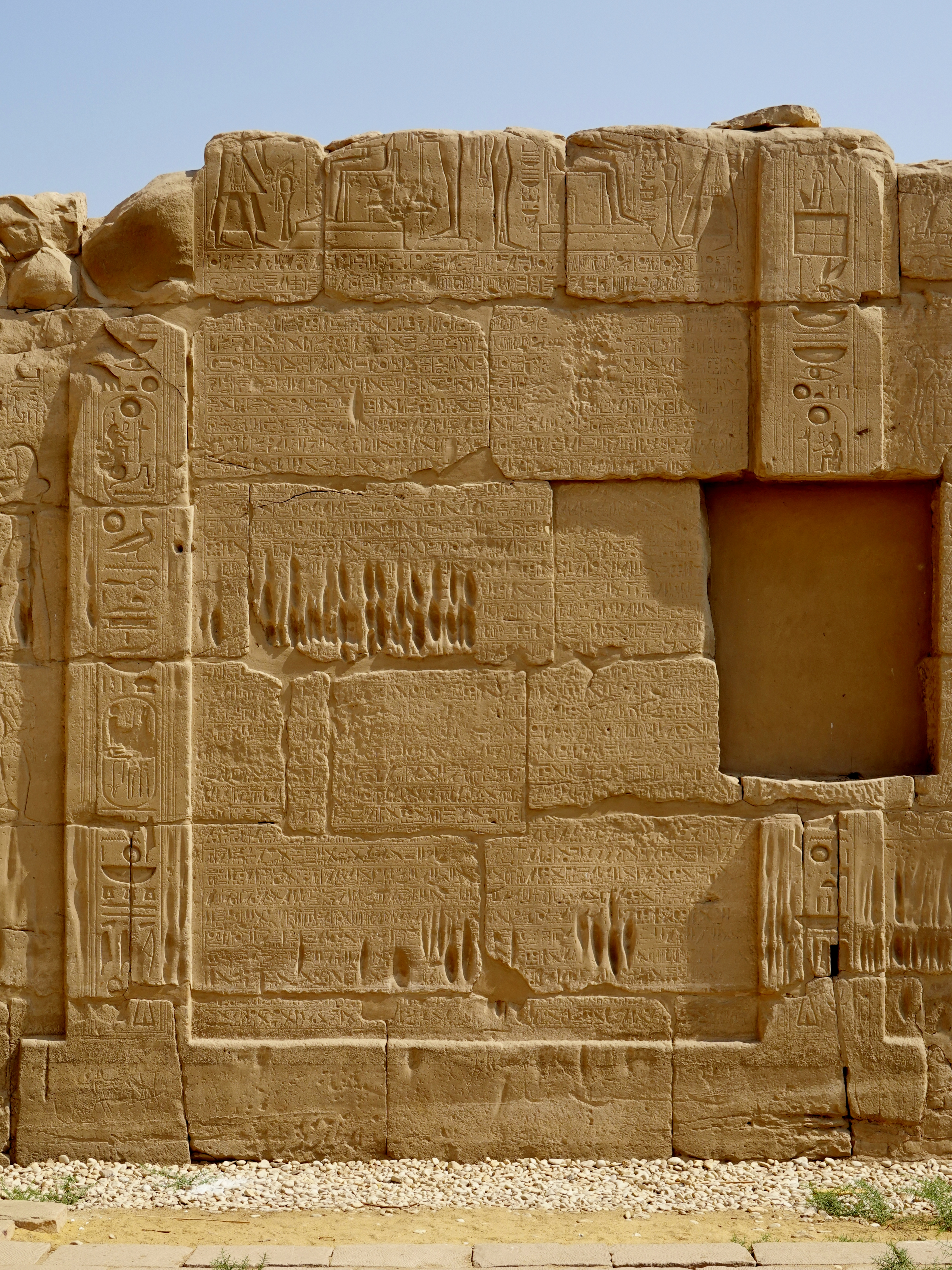
Versión egipcia del tratado inscrita en los muros del templo de Karnak

Tras la guerra, siguió una etapa de equilibrio inestable entre ambas potencias, con los hititas extendiendo su influencia por casi todas las zonas de Siria, incluida Qadesh, a pesar del autoproclamado triunfo de Ramsés. La correspondencia entre las reinas Puduhepa y Nefertari, ambas con ascendiente sobre sus esposos, llevó a Hattusili a redactar un acuerdo en Hattusas, que envió a la ciudad egipcia de Tanis, donde los escribas de Ramsés lo revisaron. 
Tras su firma, un ejemplar fue depositado a los pies de Ra y grabado en los templos de Ra y Amón de Karnak, una vez transcrito al egipcio. Otra copia fue depositada en el templo de Teshub en Hattusas.
El tratado de Qadesh tiene varias cláusulas:
- Es indefinido: Mira, en lo que se refiere a la relación del gran rey, el rey del país de Egipto, y del gran rey, el rey del país hitita, desde la eternidad el dios no permite, por causa de un tratado eterno, que la enemistad exista entre ellos.
- Asegura las fronteras que había de facto, con lo que Ramsés renuncia a Qadesh, Amurru, el valle del Eleuteros y todas las tierras circundantes al río Orontes y sus tributarios, reconociendo así el triunfo de Hatti: Reamasesa, mai-Amana, el gran rey, el rey del país de Egipto, no debe atacar jamás al país hitita para apoderarse de una parte (de este país). Y Hattusili, el gran rey, el rey del país hitita, no debe atacar jamás al país de Egipto para apoderarse de una parte (de este país).
- Se conviene la mutua ayuda: Si un enemigo extranjero marcha contra el país hitita y si Hattusili, el rey del país hitita, me envía este mensaje: "Ven en mi ayuda contra él", Reamasesa, mai-Amana, el gran rey, el rey del país egipcio, tiene que enviar sus tropas y sus carros a matar a este enemigo y a dar satisfacción al país hitita. Si un extranjero marcha contra el país de Egipto y si Reamasesa, el gran rey, el rey del país de Egipto, tu hermano, envía a Hattusili, el rey del país hitita, su hermano, el mensaje siguiente: "Ven en mi ayuda contra él", entonces Hattusili, rey del país hitita, debe enviar sus tropas y sus carros y matar a mi enemigo.
- Sigue con un convenio de extradición: Si un hombre huye del país hitita, o dos personas, y si huyen del país hitita, y si vienen al país de Egipto, y si un noble huye del país hitita o de una ciudad y huyen del país hitita para ir al país de Egipto, entonces Reamasesa tiene que hacerlos llevar a su hermano. Mira, el hijo del país hitita y los hijos del país de Egipto están en paz. Si unas personas huyen del país de Egipto para ir al país hitita, entonces Hattusili, el gran rey, el rey del país hitita, tiene que hacerlos llevar a su hermano. Mira, Hattusili el gran rey, el rey del país hitita, y Reamasesa, mai-Amana, el gran rey, el rey del país de Egipto, tu hermano, están en paz.

El escrito acaba con una serie de invocaciones a los dioses y de maldiciones a quien incumpla lo acordado, junto con toda clase de buenos deseos para todos mientras esté en vigor. El quebrantarlo equivalía a violar la ley divina, ya que estaba bajo la advocación de los dioses.

## Consecuencias
El pacto fue respetado, y a partir de entonces hubo una gran actividad comercial entre ambos países: consta la visita de arquitectos egipcios a la corte hitita y la venta de hierro a Egipto, que salió así de la Edad del Bronce.
Más tarde, en el 1256 a. C. correspondiente al año 24 del reinado de Ramsés, el faraón y el rey hitita consolidaron el tratado mediante lazos de sangre: la hija de Hattusili fue enviada a Egipto como esposa de Ramsés, que la hizo Gran Esposa Real con el nombre de Maat-Hor-Nefru-Re.
A partir de Qadesh, Egipto y Hatti permanecieron en paz durante aproximadamente 110 años, hasta que en 1190 a. C. el segundo de ellos fue completamente destruido por los Pueblos del Mar.